# プログレッシブ・ブルーグラス
プログレッシブ・ブルーグラス (progressive bluegrass) とは、ブルーグラスのサブジャンルの一つである。
ニュー・グラス・リバイバルのメンバー、イボ・ウォーカーによる用語「ニュー・グラス」(new grass) としても知られている。
ジョン・ハートフォード、ニュー・グラス・リバイバル、J・D・クロウとニュー・サウス、ディラーズ、ブーン・クリーク、カントリー・ガゼットそしてセルダム・シーンといったバンドやミュージシャンがこのジャンルの先駆けとなった。
プログレッシブ・ブルーグラスが盛んになったのは1960年代後半から1970年代にかけてのことだが、
元を辿ればアール・スクラッグスがまさにFoggy Mountain Boys初期に演奏していたバンジョーとベースのデュエットに遡ることができる。
それ以前のブルーグラスにない、プログレッシブ・ブルーグラスの際立った要素として、ジャズやロックのような他ジャンルの様式の取り込み、すなわち電気楽器やドラム・ピアノなどの持ち運びできない楽器の導入、伝統的でないコード進行、そして「ジャムバンド」スタイルの長尺の即興演奏などがある。
今日、プログレッシブ・ブルーグラスはバンド形式にて演奏され続けている。主要なグループとしてはニッケル・クリークやヤンダー・マウンテン・ストリング・バンド、クルキッド・スティル、ザ・ストリング・チーズ・インシデントそしてレイルロード・アースなどが挙げられる。
NedFestやテルライド・ブルーグラス・フェスティバルなどのミュージック・フェスティバルとともに、沢山のニュー・グラス・ミュージシャンがプログレッシブ・ブルーグラスの継続した人気を深めるのに尽力した。

## 主なミュージシャン
- ジョン・ハートフォード（英語版） (John Hartford)
- ニュー・グラス・リバイバル（英語版） (New Grass Revival)
- ベラ・フレック (Béla Fleck)
- J・D・クロウ（英語版）とニュー・サウス（英語版） (J.D. Crowe and the New South)
- ディラーズ（英語版） (The Dillards)
- ブーン・クリーク (Boone Creek)
- カントリー・ガゼット (Country Gazette)
- セルダム・シーン（英語版） (The Seldom Scene)
- ニッケル・クリーク (Nickel Creek)
- クリス・シーリ (Chris Thile)
- ヤンダー・マウンテン・ストリング・バンド（英語版） (Yonder Mountain String Band)
- クルキッド・スティル（英語版） (Crooked Still)
- ザ・ストリング・チーズ・インシデント (The String Cheese Incident)
- レイルロード・アース（英語版） (Railroad Earth)